# Несмелов, Виталий Николаевич
Виталий Николаевич Несмелов (15 августа 1894 года, с. Паево, Инсарский уезд, Пензенская губерния — 23 января 1946 года, Москва) — советский военачальник, генерал-майор (4 июня 1940 года).

## Начальная биография
Виталий Николаевич Несмелов родился 15 августа 1894 года в селе Паево Инсарского уезда Пензенской губернии.

## Военная служба

### Первая мировая и гражданская войны
Учился в Нижегородском кадетском корпусе, после окончания которого в сентябре 1912 года призван в ряды Русской императорской армии и направлен на учёбу в Александровское военное училище, из которого был выпущен в июле 1914 года в чине подпоручика и направлен младшим офицером в Московский 65-й пехотный полк, дислоцированный в городе Хелм.
С августа 1914 года в составе полка, находясь на должностях командира полуроты и роты, начальника команды конных разведчиков, принимал участие в боевых действиях в Галиции на Западном фронте. В марте 1917 года Несмелов был произведён в штабс-капитаны, после чего выбирался на должности заведующего оперативной частью полка и командира батальона. В феврале 1918 года полк был передислоцирован в Нижний Новгород, после чего расформирован.
В июле 1918 года Несмелов призван в ряды РККА, после чего был назначен на должность сотенного инструктора по всевобучу Мокшалейской волости, в феврале 1919 года — на должность начальника команды пеших разведчиков запасного полка, дислоцированного в Пензе. После преобразования полка в 622-й стрелковый и передислокации в Карелию Несмелов служил на должностях командира батальона в составе этого же полка и заведующего разведкой штаба 128-й стрелковой бригады и принимал участие в боевых действиях во время Первой советско-финской войны.

### Межвоенное время
В апреле 1921 года назначен на должность заведующего разведкой штаба 129-й стрелковой бригады, однако через месяц был отправлен в отпуск, по пути заболел, после чего лечился в госпитале. После выздоровления с декабря 1921 года служил в ЧОН на должностях начальника связи и командира взвода, с апреля 1922 года — в составе 3-го стрелкового полка, дислоцированного в Пензе, на должностях помощника командира полка и командира батальона.
В марте 1923 года назначен на должность командира батальона в составе 2-го Симбирского стрелкового полка. В августе того же года окончил Самарские трёхмесячные окружные повторные курсы, после чего вернулся в полк, где служил на должностях командира батальона и помощника командира полка.
В ноябре 1926 года Несмелов переведён в штаб Приволжского военного округа, где был назначен на должность помощника начальника 4-го (учебного) отдела, однако в октябре 1927 года назначен на должность командира 11-го территориального батальона в составе 4-го территориального Башкирского полка, дислоцированного в г. Белебей. В период с декабря 1928 по октябрь 1929 года обучался на курсах «Выстрел», после окончания которых вернулся на прежнюю должность.
В мае 1931 года назначен на должность командира 128-го стрелкового полка (43-я стрелковая дивизия, Белорусский военный округ), дислоцированного в м. Идрица (ныне Псковская область), а в июле 1937 года — на должность заместителя командира 43-й стрелковой дивизии (Ленинградский военный округ).
В период с мая по октябрь 1938 года исполнял должность начальника корпусных курсов младших лейтенантов, а в период с ноября 1939 по март 1940 года, находясь на должности помощника командира Особого корпуса в составе 9-й армии, принимал участие в боевых действиях в ходе советско-финской войны.
С апреля 1940 года служил на должностях начальника 2-го отдела и начальника отдела боевой подготовки Архангельского военного округа. В сентябре того же года назначен на должность начальника 5-го отдела Управления вузов Красной Армии, а 14 марта 1941 года — на должность командира 195-й стрелковой дивизии (31-й стрелковый корпус, Киевский военный округ), которая с 18 июня находилась на марше и к 21 июня вышла в район Карпиловки (ныне Новоград-Волынский район, Житомирская область).

### Великая Отечественная война
С началом войны дивизия под командованием генерал-майора В. Н. Несмелова продолжила выдвижение в район Гулебичи, Луцк, а затем вела тяжёлые оборонительные боевые действия в ходе приграничного сражения в районе севернее города Новоград-Волынский, а после отступления в район города Коростень была выведена в резерв 5-й армии, где вместе с 19-м механизированным корпусом в районе села Турчинка принимала участие в ходе ликвидации прорыва войск противника между 31-м и 15-м стрелковыми корпусами. Во время Киевской стратегической оборонительной операции дивизия вела боевые действия на Коростеньском укреплённом районе, а к концу августа передислоцирована на левый берег Днепра в районе Лоева, где заняла рубеж на участке Любеч — Рудня, где с началом боевых действий Несмелов 10 сентября был тяжело ранен, после чего проходил лечение в госпиталях Нежина и Харькова.
После выздоровления в сентябре 1942 года направлен в Главное управление формирований Красной Армии, где был назначен на должность начальника 7-го отдела Управления инспектирования и подготовки формируемых стрелковых частей и соединений, в феврале 1943 года — на должность начальника 6-го отдела этого же управления, а в ноябре — на должность начальника Уставного отдела.
С 8 февраля 1944 года состоял в распоряжении Главного управления кадров НКО и в марте назначен на должность начальника отдела устройства и службы войск Главного управления формирований Красной Армии, а 7 апреля 1945 года — на должность заместителя ответственного редактора журнала «Военный вестник».

### Послевоенная карьера
После окончания войны находился на прежней должности.
Генерал-майор Виталий Николаевич Несмелов умер 23 января 1946 года в Москве. Похоронен в колумбарии Первого Московского крематория на Донском кладбище.

## Награды
- Орден Ленина (21.02.1945);
- Два ордена Красного Знамени (03.11.1944, 06.11.1945);
- Два ордена Красной Звезды (21.05.1940, 22.08.1945);
- Медали.

Награды Российской империи:
- Орден Святой Анны 2 степени с мечами и бантом;
- Орден Святого Станислава 2 степени с мечами и бантом;
- Орден Святой Анны 3 степени с мечами и бантом;
- Орден Святого Станислава 3 степени с мечами и бантом;
- Орден Святой Анны 4 степени с надписью «За храбрость».

## Воинские звания
- Комбриг (22 апреля 1940 года);
- Генерал-майор (4 июня 1940 года).